# 潘貫
潘貫（1907年5月29日—1974年9月2日）是一位台灣化學家，台南高等工業學校第1位自然科學台灣人教授（第1位社會科學台灣人教授是林茂生），1958年台灣中央研究院在台北選出的第1位本土院士，國立臺灣大學理學院第3位院長和第1位本土院長，從七位 。

## 生平
1907年出生于日治台灣台南州台南市，台南第二公學校、台南州立第二中學校卒業。1930年毕业于台灣總督府台北高等學校得業士，1933年毕业于台北帝國大學理農學部化學科理學士，1955年毕业于日本仙台東北大學理學博士）。曾担任台灣總督府台南高等工業學校化學講師、教授。國立台灣大學理學院化學系教授。國立台灣大學理學院院長。1958年被选为第二届中央研究院院士。

## 外部連結
- 國立台灣大學圖書館潘貫資料網
- 臺灣大學圖書館專題書單 - 當代中文作家系列 - 潘貫[永久]